# Ali Alijari Fejzabadi
Ali Alijari Fejzabadi (pers. علی علیاری) – irański zapaśnik walczący w stylu klasycznym. Brązowy medalista mistrzostw Azji w 2014 roku.